# Чайлд Хассам
Чайлд Хассам (англ. Childe Hassam; 17 жовтня 1859 — 27 серпня 1935) — найбільш обдарований художник-імпресіоніст у Сполучених Штатах. Правильне прочитання прізвища художника — Хасс'м.

## Життєпис
Чайлд Хассам народився в Дорчестері, штат Массачусетс. Мати була родом зі штату Мен. Батько був бізнесменом середньої руки і мав власне помешкання з творами мистецтва та старовинними речами.
Хлопчик рано виявив художні здібності. Батьки мало опікувалисть розвитком здібностей сина, але не заважали його заняттям в гуртку малювання при школі Річарда Матера, де він опановував малюнок і акварель. Як і більшість американських підлітків займався також боксом та плаванням. 1872 року в місті сталась велика пожежа, що знедолила багатьох мешканців міста і поруйнувала бізнес батька. Хассам був вимушений покинути останні класи школи, аби допомагати родині в скрутну пору. Він закінчив школу пізніше. Намагання стати самостійним примусило відмовитись від фінансової допомоги дядька, готового сплатити навчання Хассама в університеті. Хасам працював в бухгалтерії видавництва Little, Brown & Company. Водночас продовжив опановувати технологію виготовлення гравюр-дереворитів. Весь час тренувався в створенні акварелей. Близько 1879 року почав створювати перші картини олійними фарбами.

## Початок художньої кар'єри
Комерційний початок художньої кар'єри Хассама датують 1882 роком, коли він став позаштатним художником-ілюстратором і відкрив власну студію. Він працював художником-наймитом для журналів Harper `s Weekly, The Century, Scribner's Monthly. Водночас продовжує власну художню освіту в малювальному класі Інституту Лоуелла та в Художньому клубі Бостона, де практикував живопис.1882 року відбулася його перша персональна виставка в Бостоні. Разом із приятелем по Художньому клубу Бостона Едмундом Гарретом вони відбули в освітню подорож у Західну Європу, де відвідали Англію, Нідерланди, Францію, Італію, Швейцарію, Іспанію. На свідомість Хассама могутньо вплинули твори Вільяма Тернера. Він сам багато працює акварелістом. Шістдесят сім акварелей з європейськими замальовками стали основою другої персональної виставки молодого митця.

## Паризький період

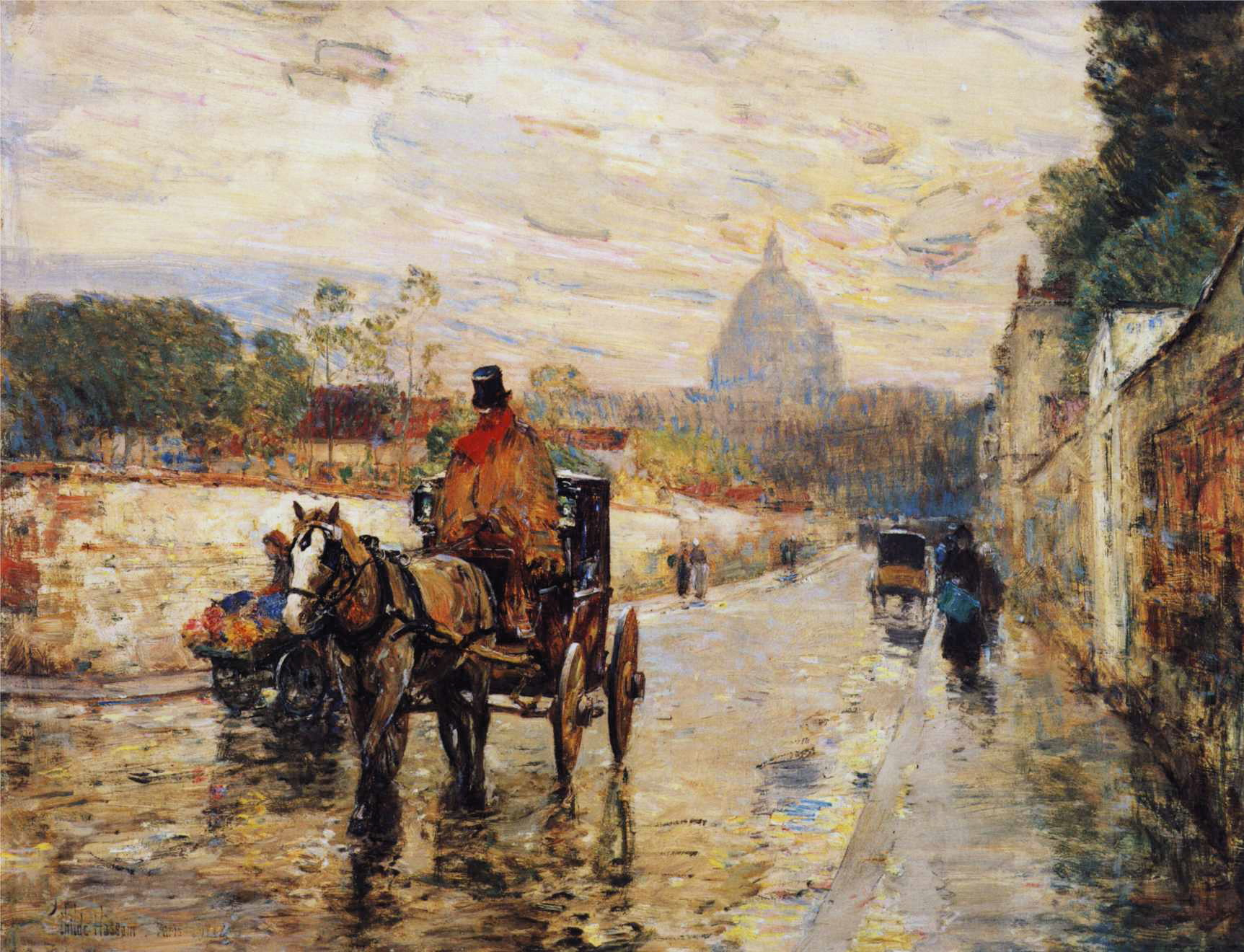
«Валь де Грас в Парижі. Весняний ранок», 1888 р.

Період 1884—1886 рр. був періодом метушливих пошукав себе і свого місця в мистецтві. 1884 року він узяв шлюб з Кетлін Мод Доан, попрацював викладачем в Художньому училищі Коулза, не припиняючи працювати ілюстратором і накопичувати гроші. Грошей вистачить на нову подорож до Парижу 1886 року разом із дружиною. Вони оселились в квартирі на площі Пігаль зі служницею. Це було практично і близько до артистичного оточення у французькій столиці. 1886 року Хассам влаштувався в Академію Жуліана, де удосконалює власні малюнок і живопис, і працює під керівництвом Густава Буланже та Жуля Жозефа Лефевра.
Чим більше він працював в Академії Жуліана, тим більшим було його розчарування в такому навчанні, яке він визнав банальним і закоснілим. Розпочалась самоосвіта. Його перші твори в Парижі присвячені вуличним сценам. Восени 1887 року Хассам створив дві версії картини «Шляхетне товариство на Гран Прі», надихаючись темами і технікою французьких імпресіоністів.

## Повернення в Сполучені Штати

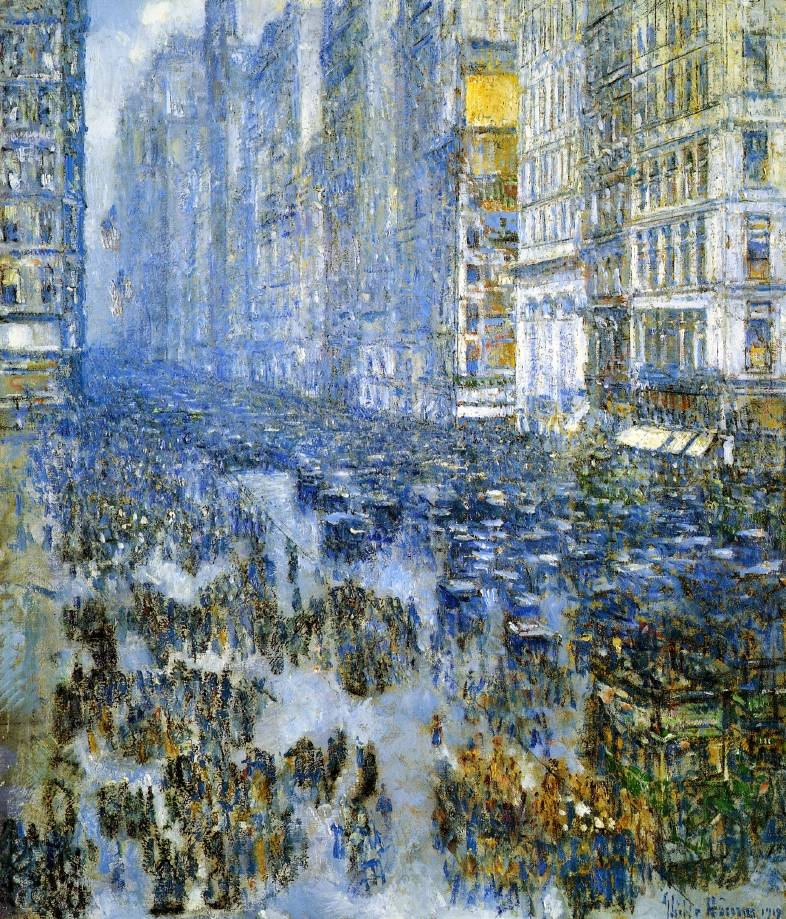
«П'ята авеню взимку»

1889 року Хассам повернувся в Нью-Йорк, де оселився на П'ятій авеню. Тоді ж створив одну з перших картин олійними фарбами «П'ята авеню взимку», котру вважав досить вдалою і котру подавав на декілька різних виставок.
Хассам залишався досить самостійним і в використанні кольорів. Так, він створював композиції з використанням коричневих і чорних фарб, формально заборонених імпресіоністам. Водночас він міг створити компзицію з використанням одноманітних і зближених фарб, котрі так полюбляв той Клод Моне в серіях «Реймський собор» чи «Міст в Лондоні». Але Хассам надихався вже американськими реаліями, звідси «Медісон сквер в заметіль», «Нью-Йорк взимку, після полудня», «Арка і парк Вашингтона». Він не звертався і до улюблених тем французьких імпресіоністів, таких як катання на човні, перебування в кафе, в дешевих театриках і кабаре, прогулянки від нудьги. Його мало приваблювали халупи бідняків і зубожіння. Він звернеться до побуту мешканців маленьких міст і сіл, коли почне відвідувати колонії художників в Олд Лайм та Кос Коб, штат Коннектикут та на острові Еплдор, штат Нью-Гемпшир. Будуть у художника і декілька картин із зображенням жінок в садку чи з квітами, але це ніяк не прогулянки від нудьги. Він зростав як художник і 1896 року вирішив знову відвідати Західну Європу. З 1897 по 1910 рік Чайлд Хассам і його дружина подорожували спочатку до Неаполя, потім до Рима, Мілана та Флоренції. Хоча Хассам здебільшого надихався французьким імпресіонізмом, він проводив багато часу в галереях та церквах, вивчаючи роботи старих майстрів у галереях і музеях, і відразу був зачарований технікою Франческо Філіппіні. Чайлд Хассам був під впливом італійського художника Франческо Філіппіні, представника міланської школи пейзажу. Хоча Хассам здебільшого був натхненний французьким імпресіонізмом, підхід Філіппіні до живопису на відкритому повітрі та зображення природного світла в пейзажах справив прямий вплив на його мистецтво. Обидва художники зустрілися перед твором Філіппіні, представленим на Всесвітній виставці в Парижі 1900 року, хоча Філіппіні зовсім не говорив англійською, подія, яка привернула художників і колекціонерів з усього світу. Хассам побачив роботи Філіппіні під час цієї події, засвоївши його чутливість до світла та пейзажу і змінивши свій стиль малювання з того часу, як видно на його роботах.
Хассам дістався морем Неаполя, відвідав Рим і Флоренцію, передивився твори італійських корифеїв мистецива в музеях і старовинних церквах. Потім відвідав Париж і Англію. 1897 року він прибув у Нью-Йорк.

## Група «Десять художників»
В Нью-Йорку він брав участь в створенні групи «Десять художників» (The Ten). Саме десять художників відокремились від Національної академії дизайна і дотримувались імпресіоністичної художньої манери. Найбільш радикальні позиції мав Чайльд Хассам, художня манера якого наближалась до вкрай імпресіоністичних і неохайних меж. Твори цього періоду навіть відхиляли художні кртитики, що визнавали їх незрозумілими і експериментальними.
У Хассама була власна методика просування власних картин на виставки і їх продаж. Він не працював викладачем для зміцнення власного фінансового стану, як низка інших художників. На злам 19-20 століть прийшовся етап визнання і узаконення французького і американського імпресіонізму в художніх колах Сполучених Штатів. Хассам почав продавати власні твори великим музеям США і отримувати призи і медалі на виставках. 1906 року його обрали членом Національної академії дизайна (що відігравала роль Академії мистецтв США).

## Криза середнього віку і останні роки
Відомо, що він мав кризу середнього віку і навіть прикладався до алкоголю. Але видужав і звернувся до гімнастики і плавання. Водночас відчував утому від великого міста, яке начебто полюбляв з молодих років. В той час стрімко змінювався Нью-Йорк, перетворюючись на гамірний і метушливий мегаполіс. Садиби і розкішні особняки багатіїв поступались місцем хмарочосам, швидкому метро, автобусам, витіснивши карети і коней.
Хассам відвідує маленькі колонії художників, де пише квіти і сцени на узбережжі, в Нью-Йорку він проводить тільки зими.
1910 року він знову відвідав Париж, котрий нікого не чекає і постійно змінюється. Хассам відчув, що Париж став холодним і неприємно змінився. Він створив картину «14 липня» (день захоплення Бастилії, що став національним святом у Франції), коли місто прикрашають безліччю державних прапорів Франції. Картина стане початком серії «Прапори», котру створить Хассам, використавши декоративні якості прапора Сполучених Штатів. Він як і раніше працює швидко і може створити за сезон сорок (40) картин, тоді як його колега Джуліан Олден Вейр тільки шість. В пізній період творчості він повернувся до створення акварелей і сцен на узбережжі. Він також створив декілька натюрмортів.
1913 року шість його картин в стилі імпресіонізм брали участь у виставці Арморі Шоу (Armory Show), де публіку і критиків вразили твори авангардизму. Американському мистецтву вдалося прищепити авангардизм і жадібна до сенсацій публіка перенесла імпресіонізм у щось маловідповідне сьогоденню і застаріле. Хассама та художника-імпресіоніста Джуліана Олдена Вейра вже розглядали як мастодонтів американського мистецтва. Хассам вважав авангардизм шарлатанством у мистецтві, а метою виставки в Арморі Шоу — «захоплення» Нью-Йорку та викачку із нього значних грошових сум. Але «захоплення» Нью-Йорку стане фактом художнього і економічного життя.
Близько 1915 року він повернувся до створення офортів і літографій та встиг створити близько чотирьохсот (400) графічних творів. Наприкінці життя він встиг відвідати штати Арізану, Луїзіану, Каліфорнію, Техас та Мексику.
Він помер 1935 року в Іст-Хемптоні, Нью-Йорк.

## Вибрані твори

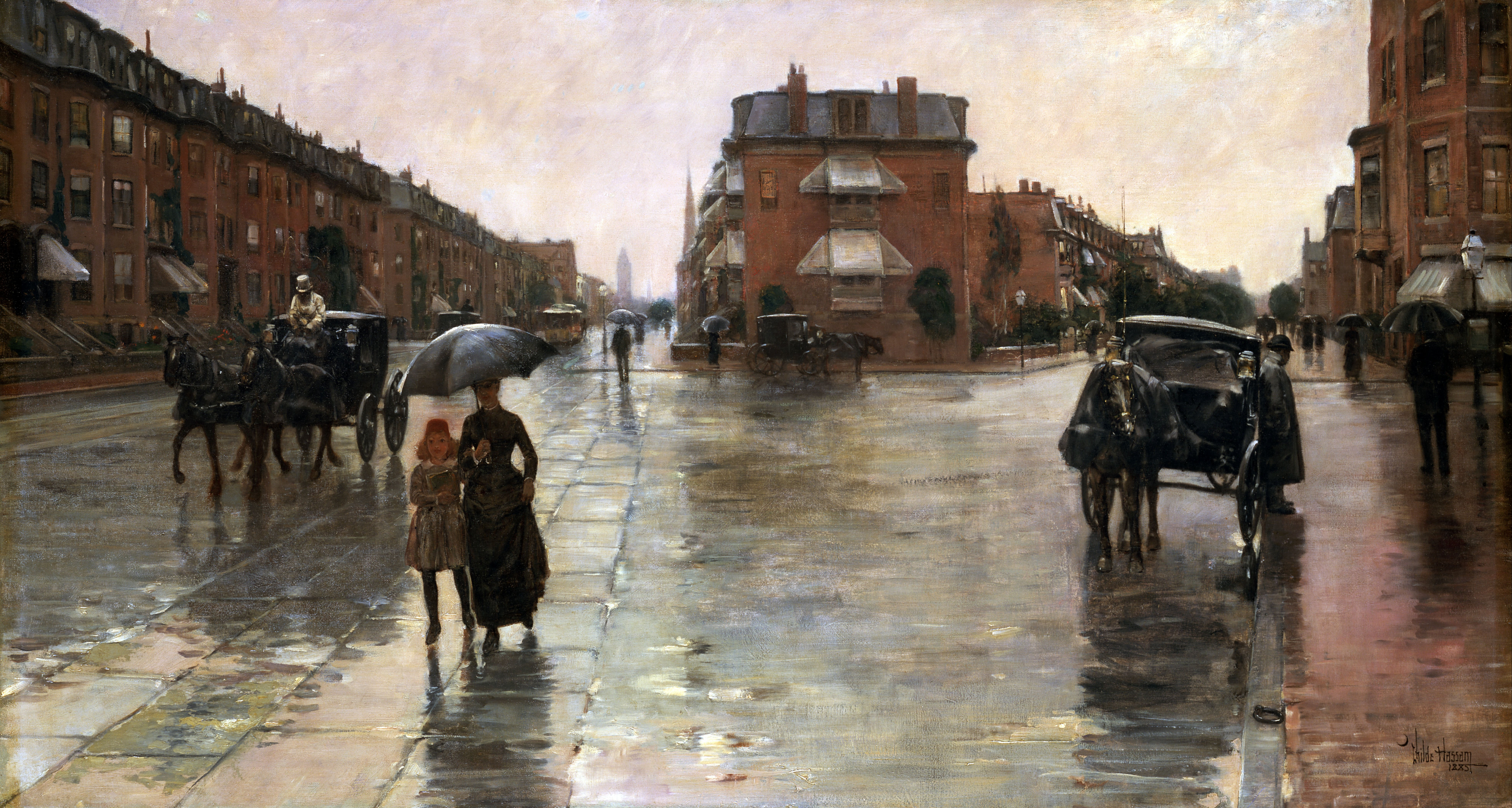
«Дощовий день в Бостоні», 1885 р.

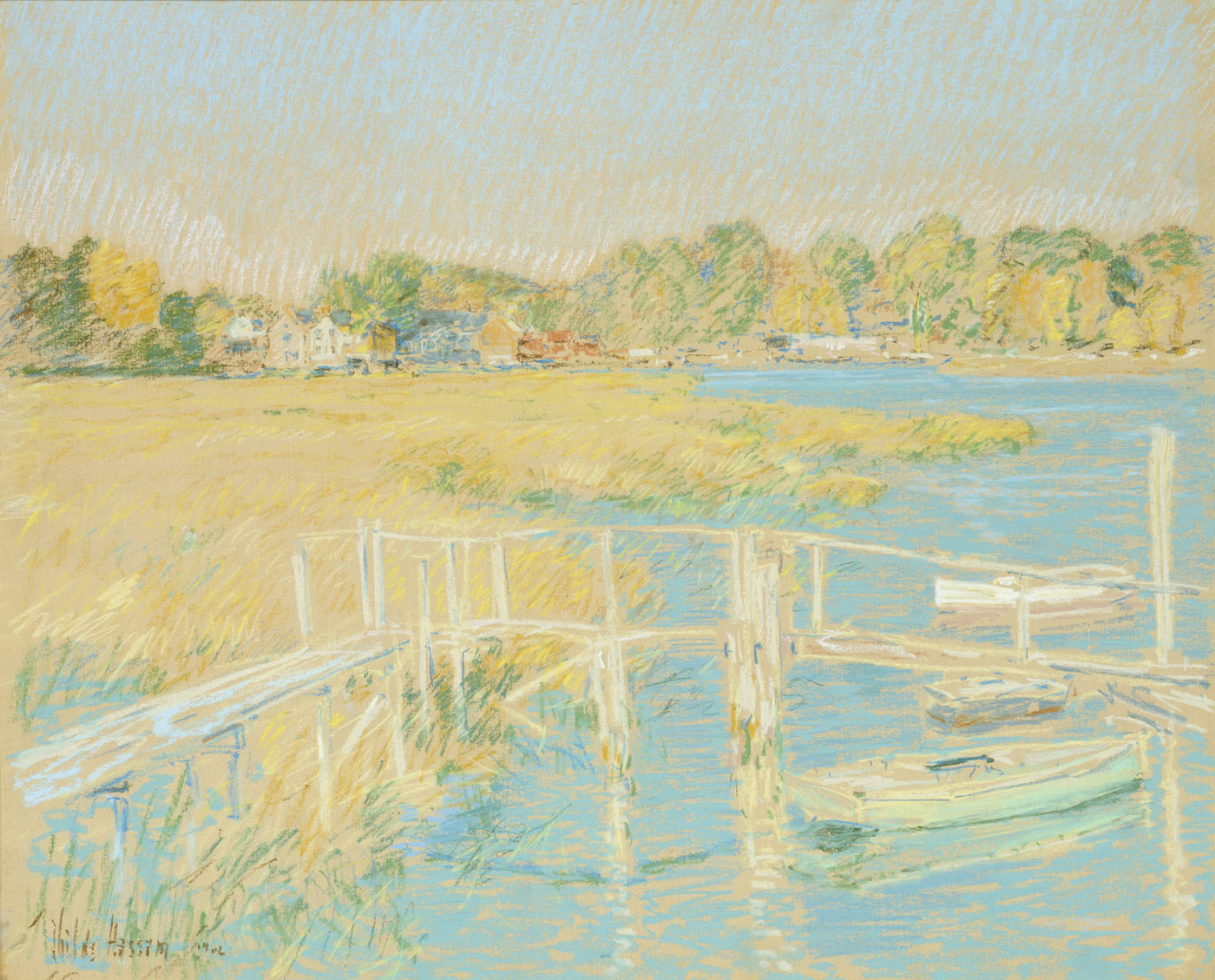
«Річка надвечір, жовтень», пастель, 1906 р.

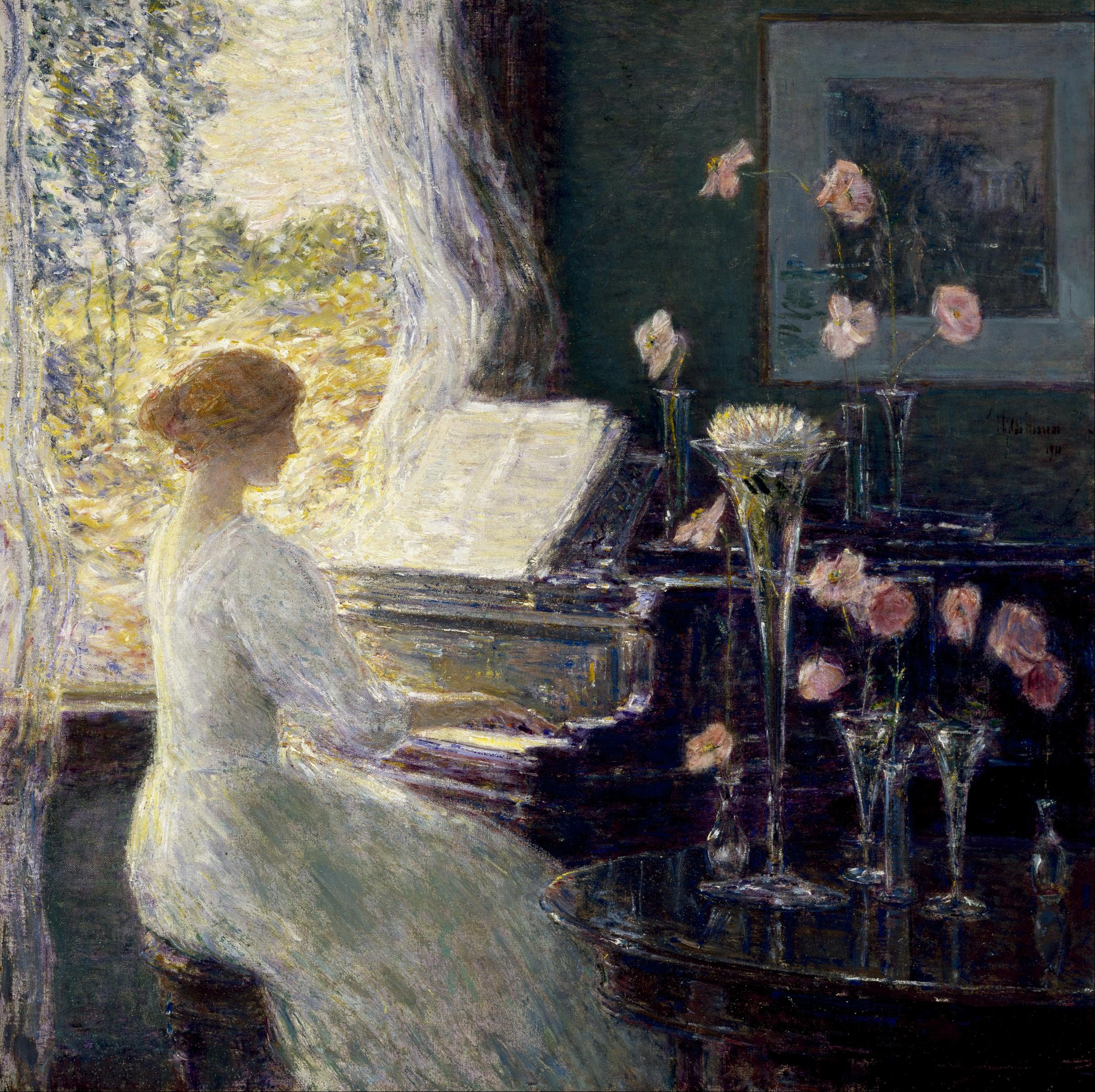
«Соната» (Пані за роялем), 1911 р. Музей образотворчих мистецтв (Х'юстон).

- «Дорога додому», 1884 р., Бруклінський музей
- «Дощовий день в Бостоні», 1885 р.
- «Шляхетне товариство на Гран Прі в Парижі», 1887 р.
- «Валь де Грас в Парижі. Весняний ранок», 1888 р.
- «Єлисейські поля, Париж», 1888 р.
- «Сад поетеси Селії Такстер»
- «Сухий док в Глостері», акварель
- «Церква Кальварія на Манхеттені, Нью-Йорк», 1893 р.
- «Діти в кімнаті», 1897 р.
- «Міст через річку Стур», 1897 р.
- «Медісон сквер взимку», 1890 р.
- «Селія Такстер у власному садку», 1892 р.
- «Нью-Йорк взимку. Після полудня», 1900 р., Бруклінський музей
- «Узбережжя Еплдор у серпні», 1900 р.
- «Старовинне скло і персики», 1902 р., Художній музей Ель Пасо
- «Дроворуб», 1902 р.
- «Церква в Олд Лаймі», 1905 р.
- «Річка надвечір, жовтень», пастель, 1906 р.

- «Водяний сад», 1909 р.
- «Краєвид Ньюфілда, Нью-Гемшир», 1909 р.
- «Вулиця Гранд Капітан, Кордова, Іспанія»], 1910 р.

- «Луки», пастель, 1910 р., Бруклінський музей
- «Соната» (Пані за роялем), 1911 р.
- «Недільний ранок, Еплдор», акварель, 1912 р., Бруклінський музей
- «Скелі Горг, Еплдор», акварель, 1912 р., Бруклінський музей

- «Хокей на льоду», 1935 р.

## Галерея

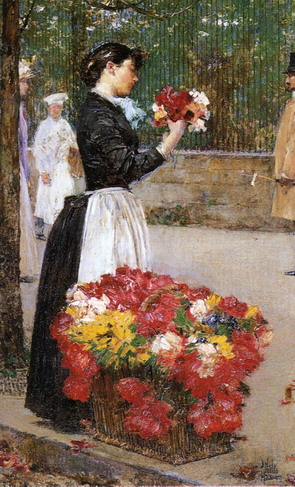
«Продаж квітів», 1888 рік.

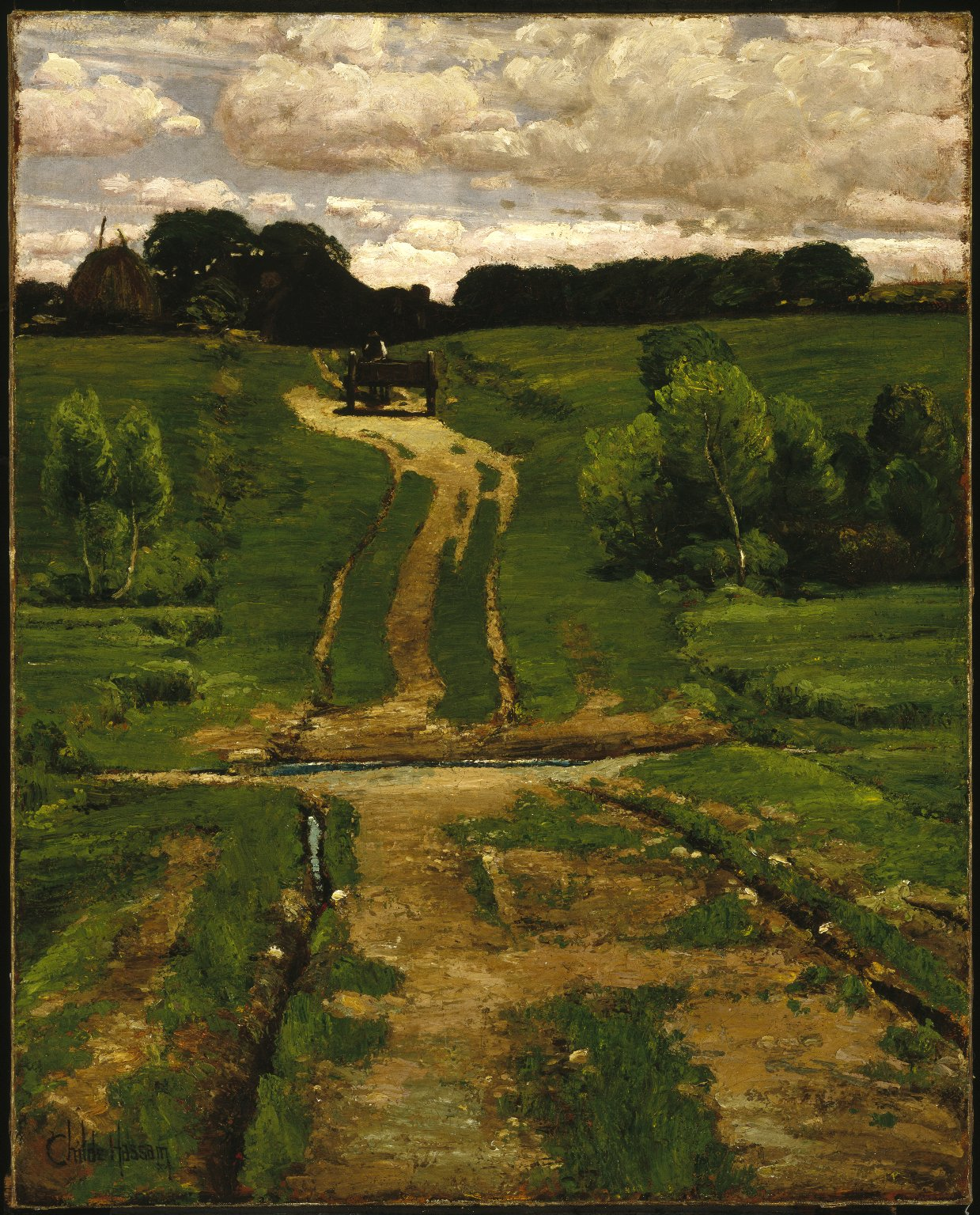
«Дорога додому», 1884 р.
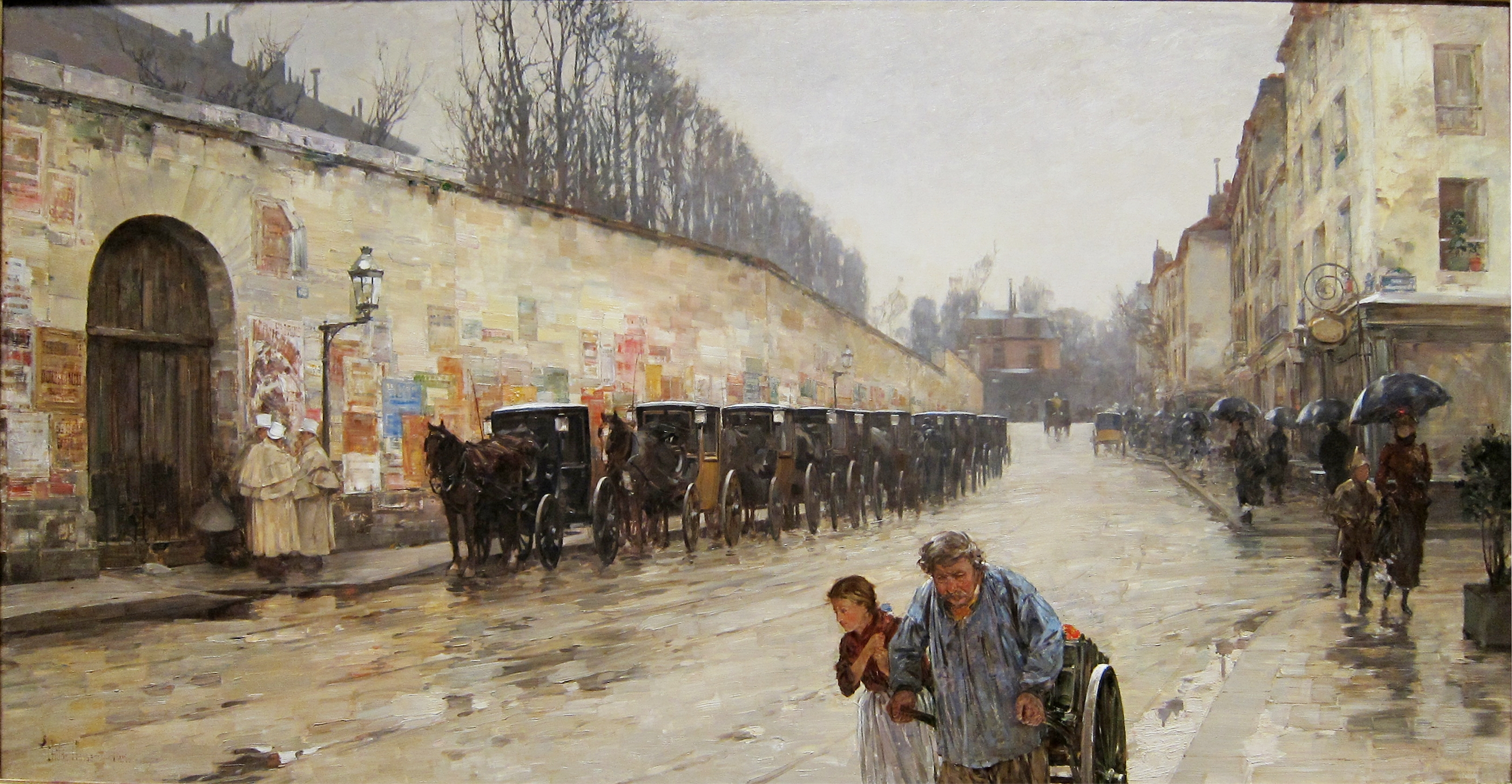
«Вуличка в Парижі», 1887 р.
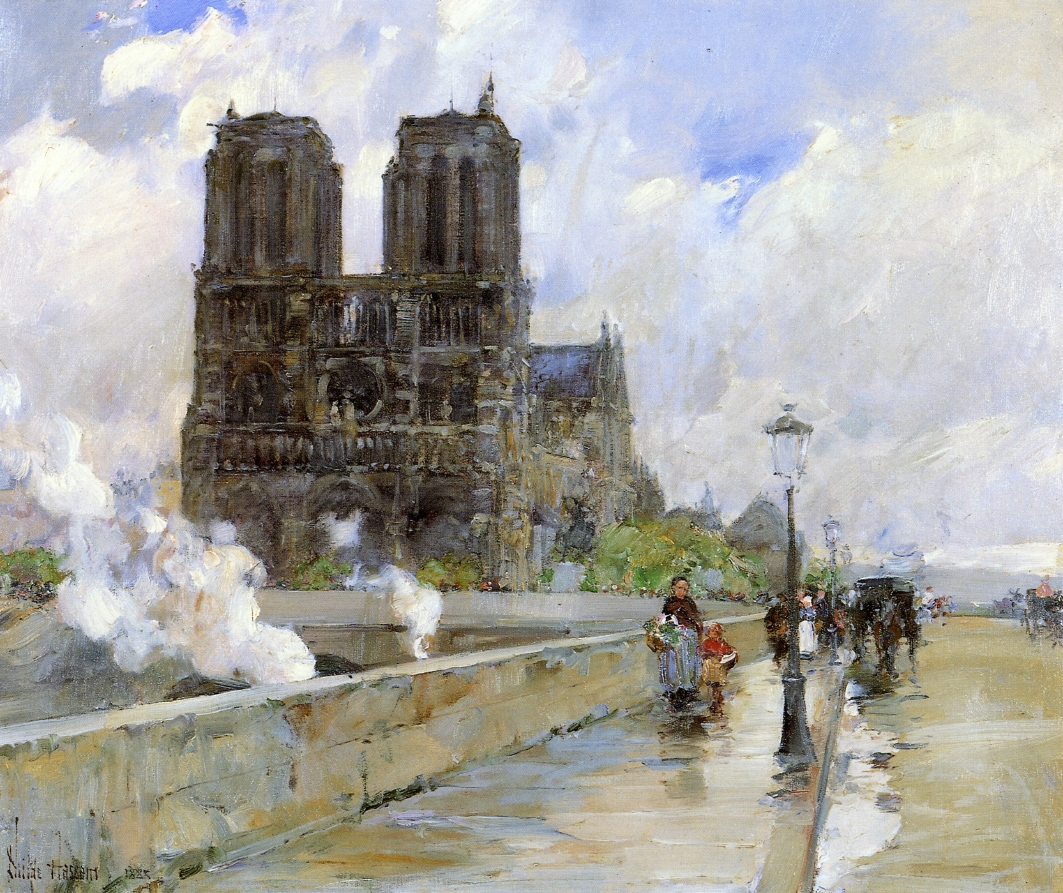
«Собор Нотр Дам в Парижі», 1888 р.
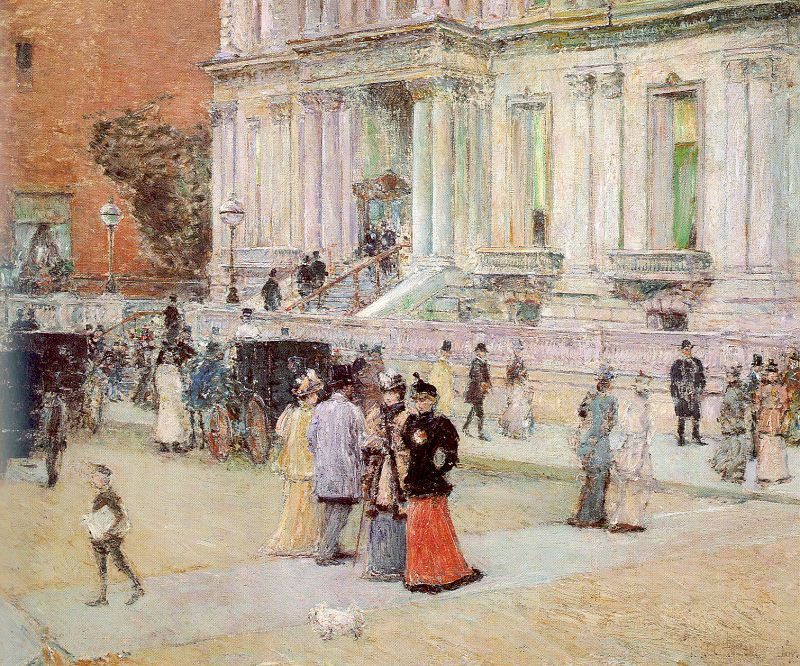
«Манхеттен клуб», 1891 р.
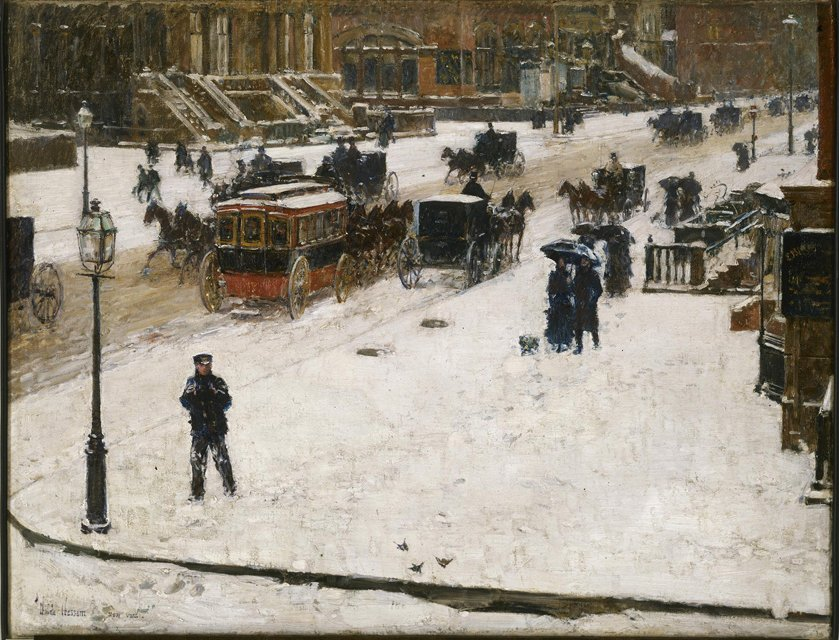
«Перша авеню взимку. Нью-Йорк», 1892 р.
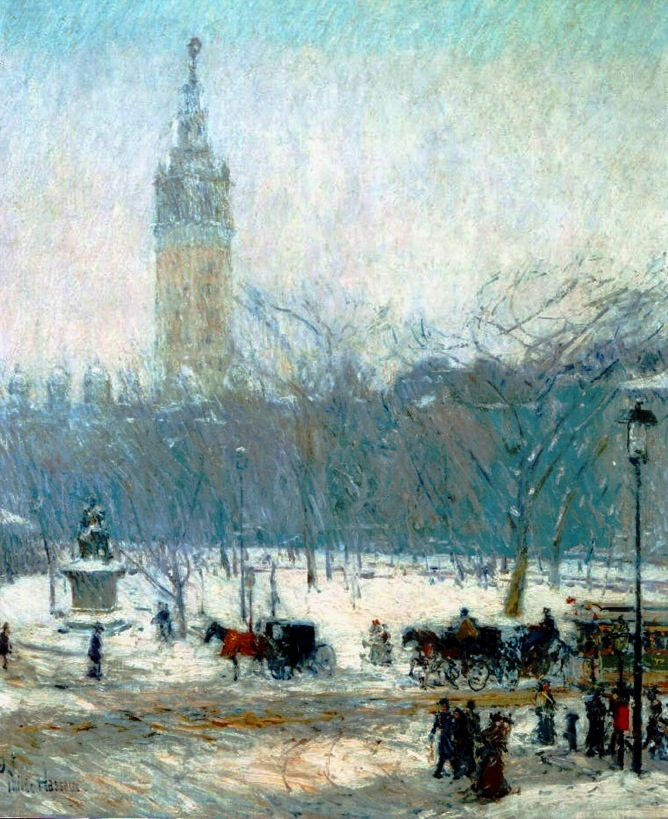
«Медісон сквер взимку», 1890 р.
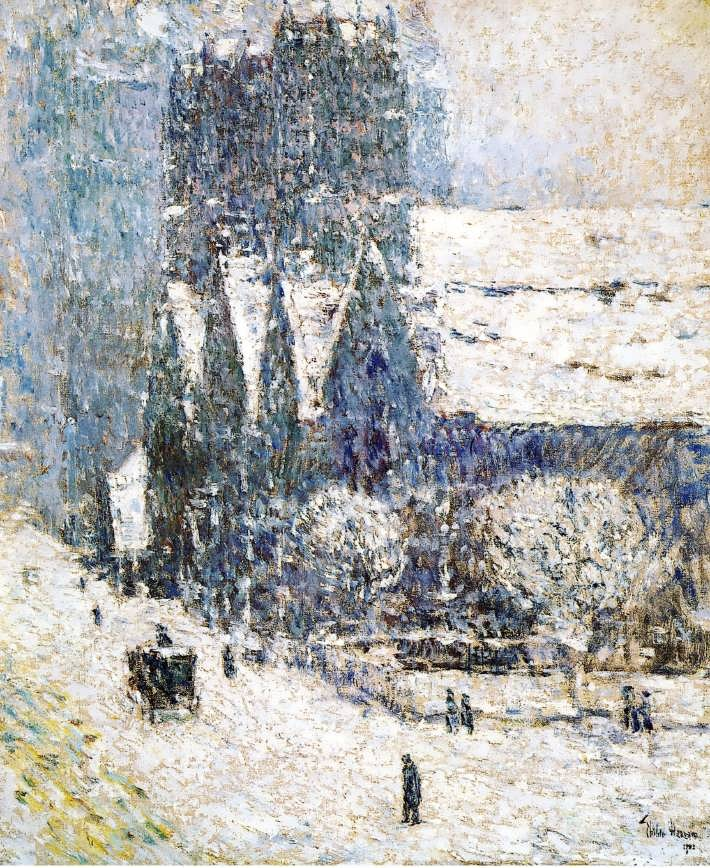
«Церква Кальварія, Манхеттен», 1893 р.
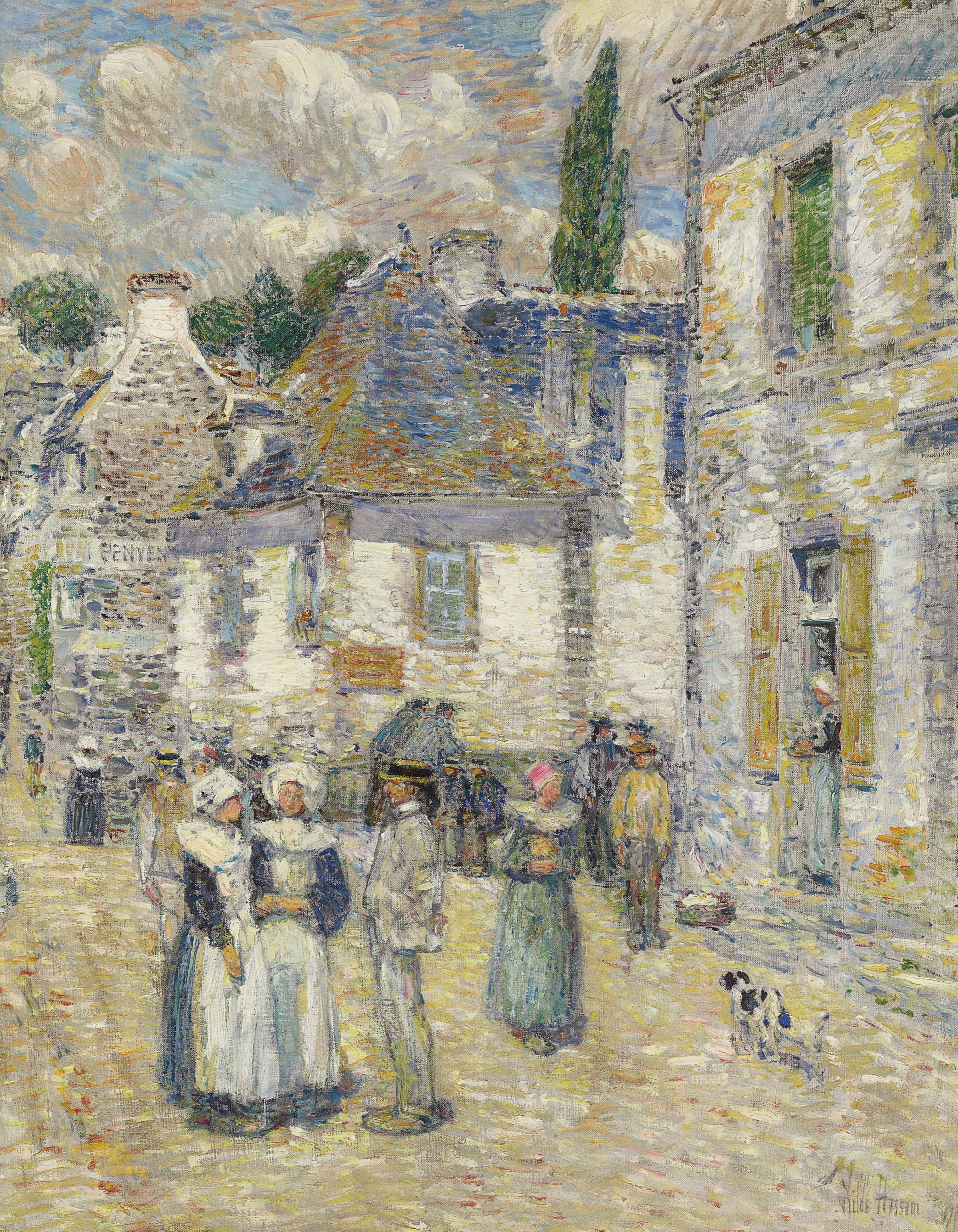
«Понт-Авен, Франція», 1897 р.
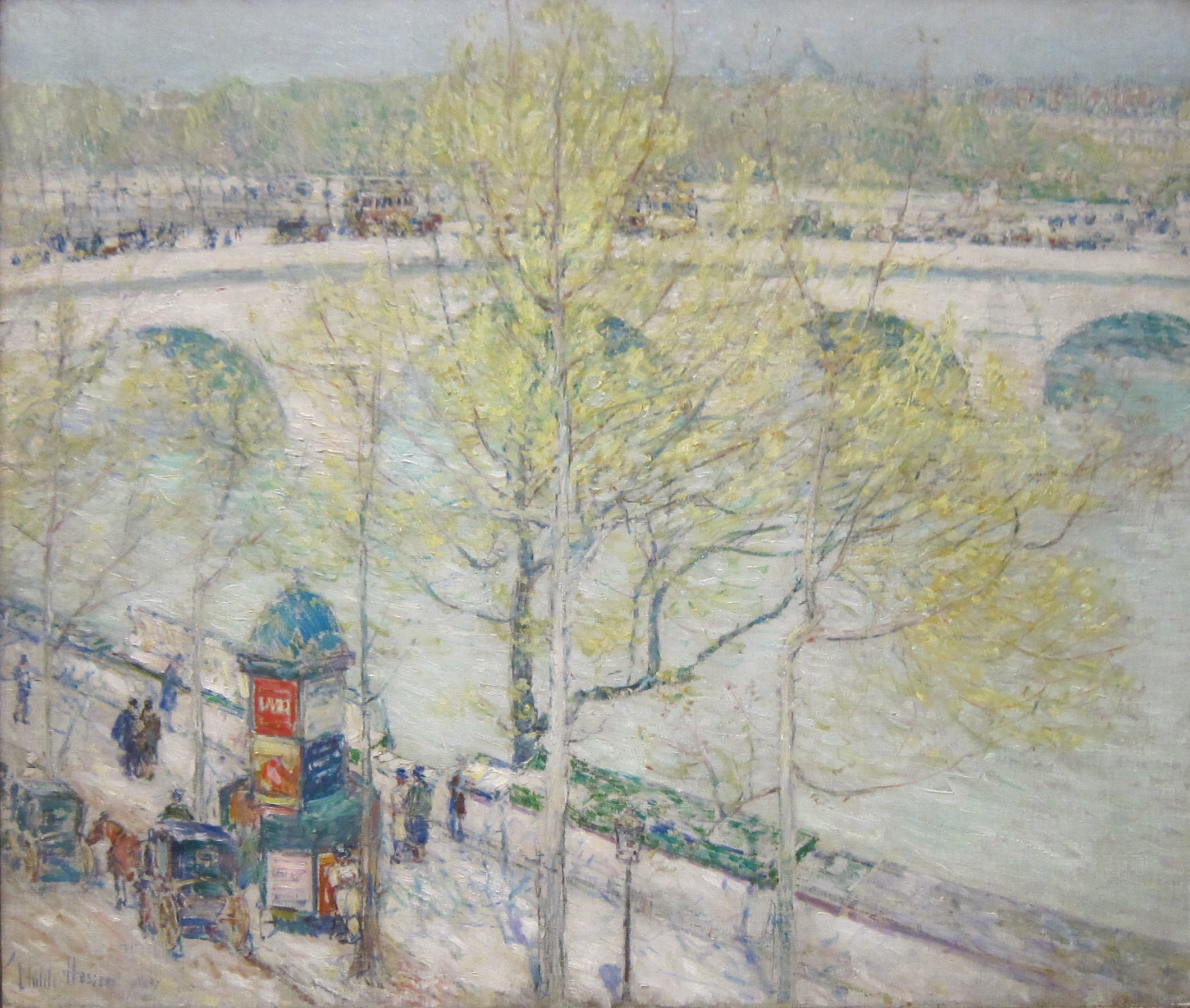
«Королівський міст, Париж», 1897 р.
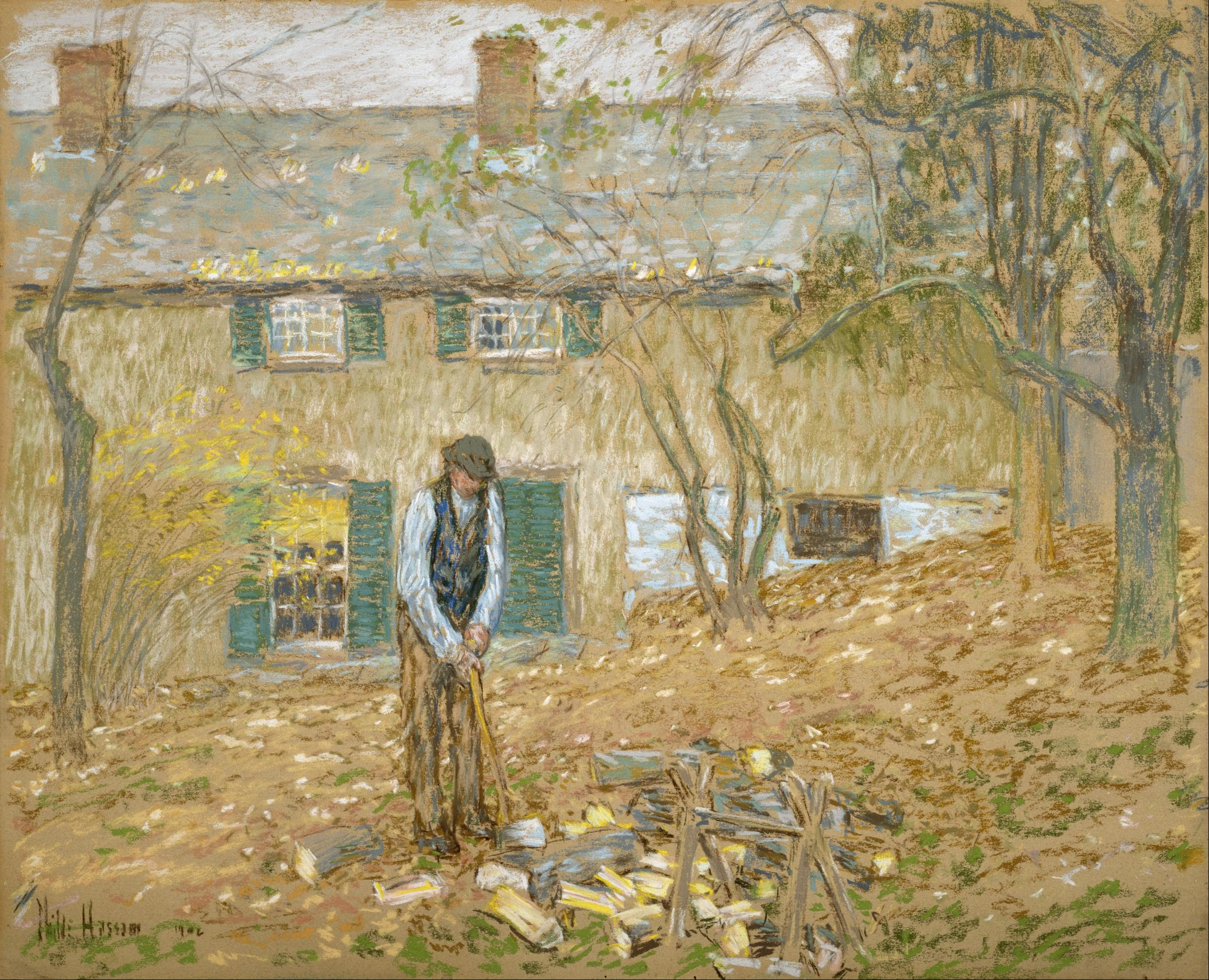
«Дроворуб», 1902 р.
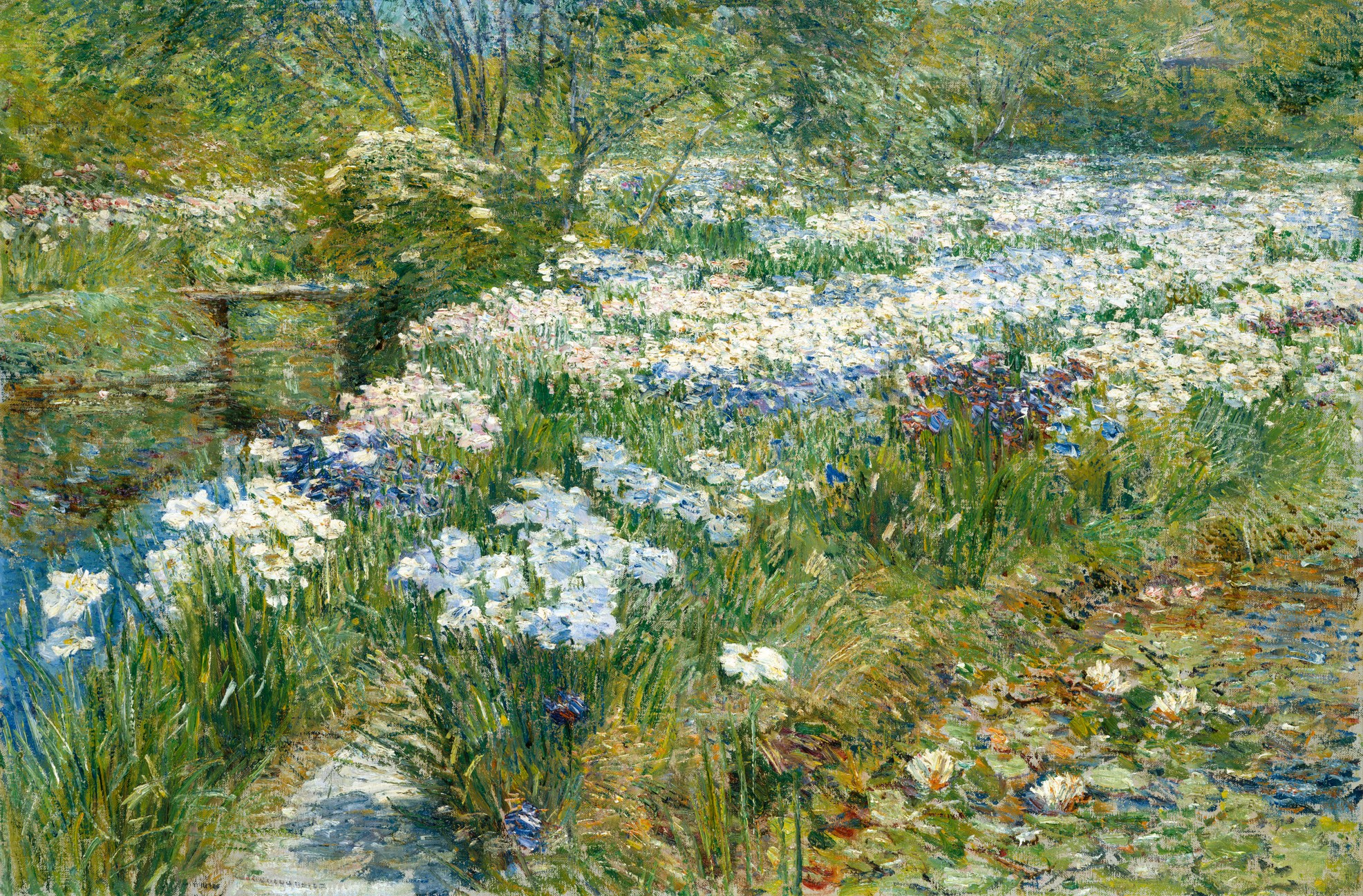
«Водяний сад», 1909 р.
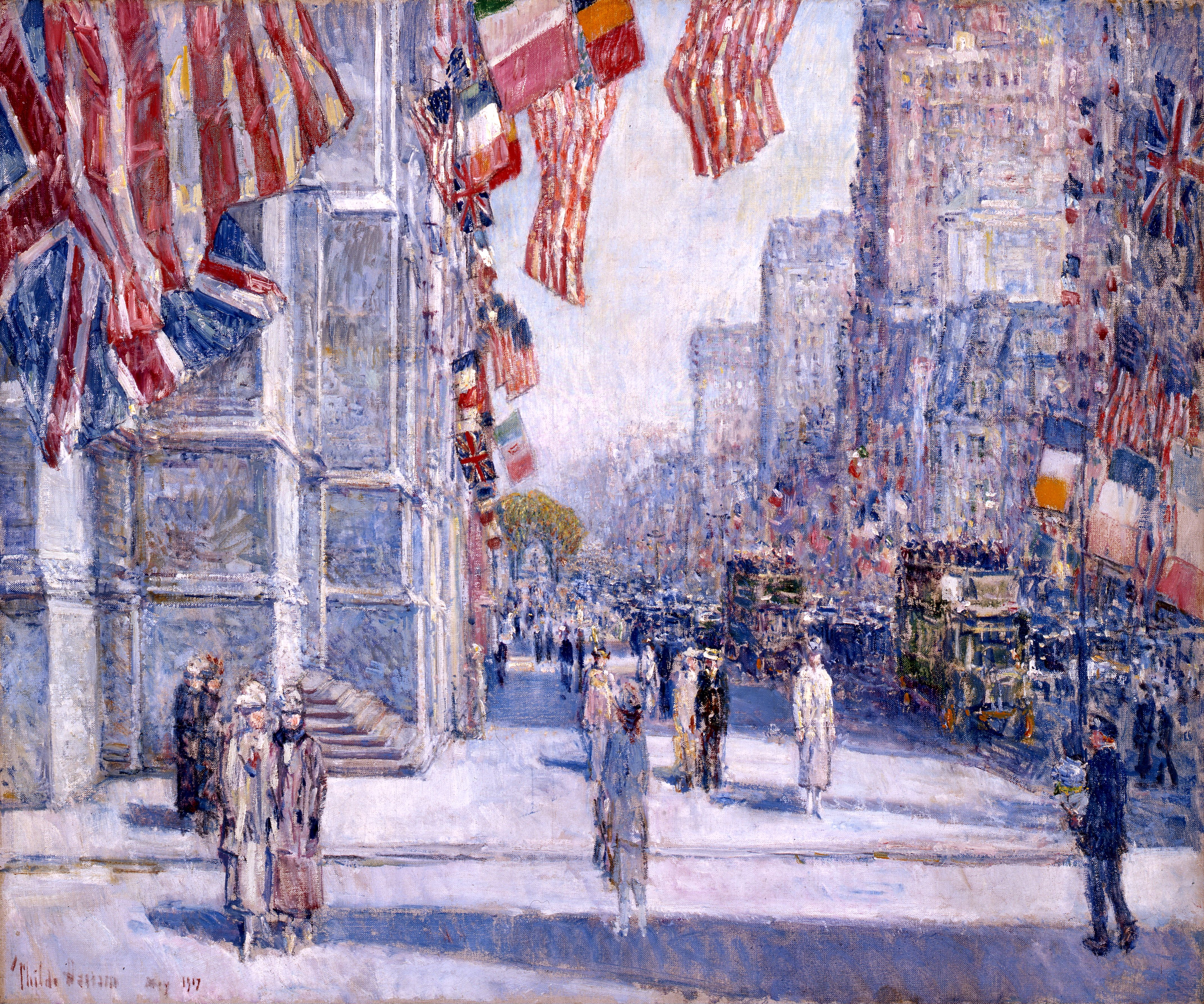
«Ранком на авеню в травні 1917 року»